# Markieff Morris
Pour les articles homonymes, voir Morris.
Markieff Morris, né le 2 septembre 1989 à Philadelphie en Pennsylvanie, est un joueur américain de basket-ball mesurant 2,03 m et évoluant au poste d'ailier fort voire de pivot.

## Biographie

### Carrière universitaire
Il joue trois saisons en National Collegiate Athletic Association (NCAA), chez les Jayhawks de l'université du Kansas avant de se rendre éligible pour la draft 2011 de la NBA.

### Carrière professionnelle

#### Suns de Phoenix (2011-2016)

##### Saison 2011-2012
Il est sélectionné au treizième rang par les Suns de Phoenix.
Le 8 janvier 2012, il réalise son premier double-double en carrière avec 13 points et 10 rebonds lors de la large victoire 109 à 93 contre les Bucks de Milwaukee. Le 18 janvier, Morris est titularisé pour la première fois de sa carrière en NBA contre les Knicks de New York.

##### Saison 2012-2013
En raison du NBA lockout 2011, Morris participe à sa première Summer League en 2012, où il a des moyennes de 19,8 points et 9,8 rebonds par match. Après ce tournoi, il gagne près de six kilos de muscle et atteint le poids de 111 kg. Après avoir marqué 16 points contre le champion en titre, le Heat de Miami, Morris est titularisé pour la première fois de la saison le 21 novembre 2012. Le 6 décembre 2012, il prend 17 rebonds, son record en carrière, auxquels il ajoute 15 points lors de la défaite 97 à 94 chez les Mavericks de Dallas. Le 21 février 2013, le frère jumeau de Morris, Marcus est transféré aux Suns de Phoenix, les réunissant deux après avoir été séparés de leur équipe universitaire après la draft. C'est la deuxième fois que les Suns réunissent deux jumeaux dans la même équipe, après Dick et Tom Van Arsdale qui étaient les premiers jumeaux à jouer ensemble lors de la saison 1976-1977.

##### Saison 2013-2014
Morris est nommé meilleur joueur de la conférence Ouest pour la semaine du 4 au 11 novembre 2013,.
Après 59 matchs, il est l'un des principaux facteurs de la bonne saison des Suns qui ont des chances de participer aux playoffs, avec des stats de 13,3 points et 5,8 rebonds par match.

##### Saison 2014-2015
Le 29 septembre 2014, Morris un nouveau contrat avec les Suns de Phoenix. Le 17 novembre 2014, il bat son record de points en carrière avec 30 unités lors de la victoire 118 à 114 contre les Celtics de Boston. Le 13 janvier 2015, il bat de nouveau ce record en marquant 35 points à 15 sur 21 au tir lors de la victoire 107 à 100 contre les Cavaliers de Cleveland. Le 22 mars 2015, lors d'un match contre les Mavericks de Dallas, les jumeaux Morris réalisent tous les deux un double-double sur un même match pour la première fois de leur carrière.

##### Saison 2015-2016
Le 7 août 2015, à la suite du transfert de son frère aux Pistons de Détroit, Markieff ne souhaite plus parler à ses dirigeants et à ses coéquipiers et demande à être transféré lors d'un interview vers les Rockets de Houston ou Raptors de Toronto.
Le 4 septembre 2015, il demande de nouveau via Twitter à être échangé par les Suns de Phoenix. Le 8 septembre 2015, Morris écope d'une amende de 10 000 $ pour avoir demandé publiquement son transfert. Morris s'entraîne avec son ami de longue date Rasheed Wallace avant de revenir au camp d'entraîneur des Suns. Le 23 novembre, il marque 28 points lors de la défaite chez les Spurs de San Antonio. Morris est titularisé durant les seize premiers matches avant d'être mis sur le banc par son entraîneur Jeff Hornacek à partir du 4 décembre. Le 23 décembre, durant le quatrième quart-temps contre les Nuggets de Denver, Morris jette une serviette en direction d'Hornacek qui se dirigeait vers le banc. Le lendemain, il est suspendu deux matches pour mauvaise conduite avec l'équipe, et il est vu comme l'un des sportifs les plus méchants de l'Arizona. À la suite de la blessure de son coéquipier Alex Len courant janvier, Morris est réinséré dans la rotation pour apporter du physique à l'intérieur. Le 1er février, Hornacek est démis de ses fonctions. Le lendemain, pour le premier match du nouvel entraîneur Earl Watson, Morris réalise son meilleur match de la saison avec 30 points, 11 rebonds, 6 passes décisives, 2 contres et une interception lors de la défaite 104 à 97 chez les Raptors de Toronto. Quatre jours plus tard, il marque 17 points et distribue huit passes décisives (son record en carrière) dans la défaite chez le Jazz de l'Utah. Le 10 février, lors du match contre les Warriors de Golden State, Morris et son coéquipier Archie Goodwin ont une altercation physique sur le banc durant un temps-mort mais leurs coéquipiers sont rapidement intervenus pour les séparer.

#### Wizards de Washington (2016 - 2019)
Le 18 février 2016 il est transféré aux Wizards de Washington contre DeJuan Blair, Kris Humphries et premier tour de draft 2016 protégé top 9,. Le lendemain, il fait ses débuts avec les Wizards lors de la victoire 98 à 86 contre son frère jumeau qui est aux Pistons de Détroit, il marque six points et prend deux rebonds en 22 minutes. Le 29 février, il réalise son premier double-double avec les Wizards en marquant 16 points et prenant 13 rebonds lors de la victoire 116 à 108 contre les 76ers de Philadelphie.
Avec les Wizards, il dispute ses premiers playoffs en 2017, l'équipe affichant alors le 4e meilleur bilan de la conférence est.
Le 6 février 2019, il est envoyé aux Pelicans de La Nouvelle-Orléans en échange de Wesley Johnson. Il est coupé, le lendemain, par la franchise de la Louisiane.

#### Thunder d'Oklahoma City (février 2019-juillet 2019)
Le 14 février 2019, il signe au Thunder d'Oklahoma City.

#### Pistons de Détroit (2019-2020)
Le 3 juillet 2019, il signe avec les Pistons de Détroit.

#### Lakers de Los Angeles (2020-2021)
Le 22 février 2020, après avoir négocié un buyout avec les Pistons de Détroit, il signe aux Lakers de Los Angeles. Il re-signe avec les Lakers pour une année en novembre 2020 pour le salaire minimum.

#### Heat de Miami (2021-2022)
En août 2021, il signe pour une saison en faveur du Heat de Miami.

#### Nets de Brooklyn (2022-2023)
Agent libre à l'été 2022, il signe avec les Nets de Brooklyn pour une saison.

#### Mavericks de Dallas (2023-2025)
Début février 2023, Morris est transféré avec Kyrie Irving aux Mavericks de Dallas contre Spencer Dinwiddie, Dorian Finney-Smith, un premier tour de draft 2029 et deux seconds tours de draft. Pour la saison 2024-2025, Morris est invité au camp d'entraînement des Mavericks mais n'obtient pas de contrat garanti d'emblée.

#### Lakers de Los Angeles (depuis 2025)
Début février 2025, Luka Dončić, la star des Mavericks, est envoyé aux Lakers de Los Angeles en compagnie de Morris et Maximilian Kleber dans un échange contre Anthony Davis, Max Christie et un tour de draft, pendant que Jalen Hood-Schifino prend la direction du Jazz de l'Utah.

## Palmarès

### En franchise
- Champion NBA en 2020, avec les Lakers de Los Angeles.
- Champion de la Conférence Ouest en 2020 avec les Lakers de Los Angeles.
- Champion de la Division Pacifique en 2020 avec les Lakers de Los Angeles.

### Distinctions personnelles
- Second-team All-Big 12 (2011)

## Statistiques

### Universitaires
| Saison    | Équipe   | Matchs | Titul. | Min./m | % Tir | % 3pts | % LF | Rbds/m. | Pass/m. | Int/m. | Ctr/m. | Pts/m. |
| --------- | -------- | ------ | ------ | ------ | ----- | ------ | ---- | ------- | ------- | ------ | ------ | ------ |
| 2008-2009 | Kansas   | 35     | 7      | 15,3   | 45,5  | 20,0   | 63,8 | 4,43    | 0,94    | 0,51   | 0,71   | 4,57   |
| 2009-2010 | Kansas   | 36     | 2      | 17,5   | 56,6  | 52,6   | 62,2 | 5,31    | 1,08    | 0,44   | 0,97   | 6,75   |
| 2010-2011 | Kansas   | 38     | 35     | 24,4   | 58,9  | 42,4   | 68,2 | 8,32    | 1,37    | 0,79   | 1,13   | 13,63  |
| Carrière  | Carrière | 109    | 44     | 19,2   | 55,4  | 40,9   | 65,5 | 6,07    | 1,14    | 0,59   | 0,94   | 8,45   |

### Professionnelles

#### Saison régulière
| Champion NBA |

| Saison    | Équipe        | Matchs | Titul. | Min./m | % Tir | % 3pts | % LF  | Rbds/m. | Pass/m. | Int/m. | Ctr/m. | Pts/m. |
| --------- | ------------- | ------ | ------ | ------ | ----- | ------ | ----- | ------- | ------- | ------ | ------ | ------ |
| 2011-2012 | Phoenix       | 63     | 7      | 19,5   | 39,9  | 34,7   | 71,7  | 4,43    | 1,03    | 0,65   | 0,67   | 7,41   |
| 2012-2013 | Phoenix       | 82     | 32     | 22,4   | 40,7  | 33,6   | 73,2  | 4,83    | 1,32    | 0,94   | 0,78   | 8,17   |
| 2013-2014 | Phoenix       | 81     | 0      | 26,6   | 48,6  | 31,5   | 79,2  | 5,99    | 1,78    | 0,84   | 0,63   | 13,77  |
| 2014-2015 | Phoenix       | 82     | 82     | 31,5   | 46,5  | 31,8   | 76,3  | 6,17    | 2,34    | 1,23   | 0,48   | 15,34  |
| 2015-2016 | Phoenix       | 37     | 24     | 24,8   | 39,7  | 28,9   | 71,7  | 5,24    | 2,35    | 0,89   | 0,46   | 11,62  |
| 2015-2016 | Washington    | 27     | 21     | 26,4   | 46,7  | 31,6   | 76,4  | 5,85    | 1,37    | 0,93   | 0,63   | 12,41  |
| 2016-2017 | Washington    | 76     | 76     | 31,2   | 45,7  | 36,2   | 83,7  | 6,49    | 1,66    | 1,08   | 0,55   | 13,99  |
| 2017-2018 | Washington    | 73     | 73     | 27,0   | 48,0  | 36,7   | 82,0  | 5,60    | 1,95    | 0,77   | 0,52   | 11,52  |
| 2018-2019 | Washington    | 34     | 15     | 26,0   | 43,6  | 33,3   | 78,1  | 5,12    | 1,76    | 0,74   | 0,59   | 11,50  |
| 2018-2019 | Oklahoma City | 24     | 1      | 16,1   | 39,1  | 33,9   | 73,7  | 3,79    | 0,79    | 0,46   | 0,08   | 6,50   |
| 2019-2020 | Détroit       | 44     | 16     | 22,5   | 45,0  | 39,7   | 77,2  | 3,93    | 1,57    | 0,59   | 0,25   | 11,05  |
| 2019-2020 | L.A. Lakers   | 14     | 1      | 14,2   | 40,6  | 33,3   | 83,3  | 3,20    | 0,60    | 0,40   | 0,40   | 5,30   |
| 2020-2021 | L.A. Lakers   | 61     | 27     | 19,7   | 40,5  | 31,1   | 72,0  | 4,40    | 1,20    | 0,40   | 0,30   | 6,70   |
| 2021-2022 | Miami         | 17     | 1      | 17,5   | 47,4  | 33,3   | 88,9  | 2,60    | 1,40    | 0,40   | 0,10   | 7,60   |
| 2022-2023 | Brooklyn      | 27     | 1      | 10,6   | 40,2  | 40,8   | 100,0 | 2,20    | 0,90    | 0,30   | 0,20   | 3,60   |
| Carrière  | Carrière      | 742    | 377    | 24,3   | 44,6  | 34,2   | 77,8  | 5,10    | 1,60    | 0,80   | 0,50   | 10,70  |

Mise à jour le 7 février 2023

#### Playoffs
| Saison   | Équipe        | Matchs | Titul. | Min./m | % Tir | % 3pts | % LF | Rbds/m. | Pass/m. | Int/m. | Ctr/m. | Pts/m. |
| -------- | ------------- | ------ | ------ | ------ | ----- | ------ | ---- | ------- | ------- | ------ | ------ | ------ |
| 2017     | Washington    | 13     | 13     | 28,7   | 40,7  | 36,8   | 80,6 | 6,38    | 1,69    | 0,92   | 1,31   | 12,08  |
| 2018     | Washington    | 6      | 6      | 30,2   | 49,0  | 16,7   | 90,0 | 7,50    | 1,67    | 0,67   | 0,83   | 9,83   |
| 2019     | Oklahoma City | 5      | 0      | 11,8   | 31,2  | 28,6   | 77,8 | 2,60    | 1,00    | 0,20   | 0,60   | 3,80   |
| 2020     | L.A. Lakers   | 21     | 2      | 18,3   | 44,9  | 42,0   | 77,8 | 3,00    | 1,00    | 0,30   | 0,10   | 5,90   |
| 2021     | L.A. Lakers   | 4      | 1      | 9,5    | 22,2  | 25,0   | 66,7 | 1,00    | 0,80    | 0,00   | 0,30   | 2,30   |
| 2022     | Miami         | 1      | 0      | 3,0    | 0,0   | 0,0    | 0,0  | 0,00    | 0,00    | 0,00   | 0,00   | 0,00   |
| Carrière | Carrière      | 50     | 22     | 20,8   | 42,1  | 36,9   | 80,0 | 4,20    | 1,20    | 0,50   | 0,60   | 7,40   |

Mise à jour le 30 mai 2022

## Records sur une rencontre en NBA
Les records personnels de Markieff Morris en NBA sont les suivants, :
| Type de statistique        | Saison régulière | Saison régulière        | Saison régulière | Playoffs | Playoffs             | Playoffs       |
| Type de statistique        | Record           | Adversaire              | Date             | Record   | Adversaire           | Date           |
| -------------------------- | ---------------- | ----------------------- | ---------------- | -------- | -------------------- | -------------- |
| Points                     | 35               | Cavaliers de Cleveland  | 13 janvier 2015  | 22       | @ Raptors de Toronto | 14 avril 2018  |
| Paniers marqués            | 15               | Cavaliers de Cleveland  | 13 janvier 2015  | 9        | @ Raptors de Toronto | 14 avril 2018  |
| Paniers tentés             | 26               | Thunder d'Oklahoma City | 26 février 2015  | 19       | Hawks d'Atlanta      | 16 avril 2017  |
| Paniers à 3 points réussis | 7                | Bulls de Chicago        | 21 décembre 2019 | 5        | @ Heat de Miami      | 4 octobre 2020 |
| Paniers à 3 points tentés  | 12               | Bulls de Chicago        | 21 décembre 2019 | 11       | @ Heat de Miami      | 4 octobre 2020 |
| Lancers francs réussis     | 11               | @ Nuggets de Denver     | 20 décembre 2013 | 4        | 4 fois               | 4 fois         |
| Lancers francs tentés      | 15               | @ Nuggets de Denver     | 20 décembre 2013 | 5        | Celtics de Boston    | 12 mai 2017    |
| Rebonds offensifs          | 9                | Nets de Brooklyn        | 24 mars 2013     | 7        | Raptors de Toronto   | 27 avril 2018  |
| Rebonds défensifs          | 16               | @ Grizzlies de Memphis  | 5 janvier 2018   | 9        | 2 fois               | 2 fois         |
| Rebonds totaux             | 17               | 2 fois                  | 2 fois           | 15       | Raptors de Toronto   | 27 avril 2018  |
| Passes décisives           | 8                | 2 fois                  | 2 fois           | 6        | @ Raptors de Toronto | 14 avril 2018  |
| Interceptions              | 5                | 3 fois                  | 3 fois           | 3        | Celtics de Boston    | 7 mai 2017     |
| Contres                    | 6                | Rockets de Houston      | 15 avril 2013    | 4        | Hawks d'Atlanta      | 16 avril 2017  |
| Balles perdues             | 6                | 6 fois                  | 6 fois           | 4        | Celtics de Boston    | 7 mai 2017     |
| Minutes jouées             | 44               | Kings de Sacramento     | 28 novembre 2016 | 42       | @ Celtics de Boston  | 15 mai 2017    |

- Double-double : 54 (dont 5 en playoffs)
- Triple-double : 0

Dernière mise à jour : 10 décembre 2022

## Salaires
| Année       | Equipe                          | Salaire      |
| ----------- | ------------------------------- | ------------ |
| 2011-2012   | Suns de Phoenix                 | 1 919 160 $  |
| 2012-2013   | Suns de Phoenix                 | 2 063 040 $  |
| 2013-2014   | Suns de Phoenix                 | 2 091 840 $  |
| 2014-2015*  | Suns de Phoenix                 | 2 989 239 $  |
| 2015-2016   | Wizards de Washington           | 8 000 000 $  |
| 2016-2017   | Wizards de Washington           | 7 400 000 $  |
| 2017-2018   | Wizards de Washington           | 8 000 000 $  |
| 2018-2019   | Pelicans de La Nouvelle-Orléans | 8 600 000 $  |
| 2018-2019   | Thunder d'Oklahoma City         | 573 295 $    |
| 2019-2020   | Pistons de Détroit              | 2 241 808 $  |
| 2019-2020   | Lakers de Los Angeles           | 1 750 000 $  |
| 2020-2021   | Lakers de Los Angeles           | 1 620 564 $  |
| 2021-2022   | Heat de Miami                   | 2 641 691 $  |
| Total Gains | Total Gains                     | 49 890 637 $ |

Note : * Pour la saison 2014-2015, le salaire moyen d'un joueur évoluant en NBA est de 4 500 000 $.

## Vie privée
Son frère jumeau Marcus Morris est sélectionné en 14e position lors de la draft 2011 de la NBA. Il est plus âgé de 7 minutes que Marcus.
Son frère et lui sont suspectés d'avoir commandité une agression sur un homme de 36 ans le 24 janvier 2015 dans le centre de Phoenix. Ils sont convoqués à ce sujet le 7 mai 2015. Ils plaident non coupable devant le tribunal de Maricopa County.